# Temporada 2024 del Campeonato Mundial de Rally Raid
La Temporada 2024 es la tercer edición del Campeonato Mundial de Rally Raid. Comenzó el 1 de enero en el Rally Dakar y terminará el 18 de octubre en el Rallye du Maroc. 

## Calendario
| N.º     | Fecha   | Rally                           | Formato |
| ------- | ------- | ------------------------------- | ------- |
| 1       | Enero   | Rally Dakar                     | Maratón |
| 2       | Febrero | Abu Dhabi Desert Challenge      | Rally   |
| 3       | Abril   | Bp Ultimate Rally Raid Portugal | Rally   |
| 4       | Junio   | Desafío Ruta 40                 | Rally   |
| 5       | Octubre | Rallye du Maroc                 | Rally   |
| Fuente: |         |                                 |         |

## Clasificación General

### FIA

#### Coches: campeonato de pilotos y copilotos
| Pos. | Pilotos             | DAK    | ABU   | PRT   | DES  | MOR  | Puntos | Pos. | Copilotos           | DAK    | ABU   | PRT   | DES  | MOR  | Puntos |
| ---- | ------------------- | ------ | ----- | ----- | ---- | ---- | ------ | ---- | ------------------- | ------ | ----- | ----- | ---- | ---- | ------ |
| 1    | Nasser Al-Attiyah   | Ret.18 | 149   | 145   | 244  | 146  | 202    | 1    | Édouard Boulanger   | 5513   | 149   | 145   | 244  | 146  | 197    |
| 2    | Yazeed Al-Rajhi     | Ret14  | 237   | 528   | 152  | 429  | 160    | 2    | Timo Gottschalk     | Ret.14 | 237   | 528   | 152  | 429  | 160    |
| 3    | Lucas Moraes        | 940    | Ret.5 | 331   | 527  | 14   | 117    | 3    | Armand Monleón      | 940    | Ret.5 | 331   | 527  | 14   | 117    |
| 4    | Carlos Sainz Sr.    | 176    | -     | 424   | -    | Ret  | 100    | 4    | Dennis Zenz         | 1015   | 330   | 434   | 1116 | 526  | 81     |
| 4    | Guillaume De Mévius | 258    | Ret4  | 543   | -    | 335  | 100    | 5    | Lucas Cruz          | 176    | -     | -     | -    | -    | 76     |
| 6    | Seth Quintero       | 1015   | 330   | 434   | 1116 | 526  | 81     | 6    | Xavier Panseri      | 258    | Ret4  | 543   | -    | -    | 65     |
| 7    | Guerlain Chicherit  | 456    | Ret.8 | Ret.5 | -    | Ret. | 69     | 7    | Alexandre Winocq    | 456    | Ret.8 | -     | -    | Ret. | 64     |
| 8    | Rokas Baciuška      | 219    | 517   | 617   | 617  | Ret. | 60     | 8    | Konstantin Zhiltsov | 1118   | 148   | 42    | 418  | 815  | 59     |
| 9    | Denis Krotov        | 1118   | 148   | 42    | 418  | 815  | 59     | 9    | Mathieu Baumel      | Ret.18 | -     | Ret.5 | -    | 335  | 58     |
| 10   | Martin Prokop       | 527    | 219   | -     | -    | 615  | 51     | 10   | Viktor Chytka       | 527    | 219   | -     | -    | 615  | 51     |

#### Challenger: campeonato de pilotos y copilotos
| Pos. | Pilotos             | DAK  | ABU | PRT  | DES  | MOR  | Puntos | Pos. | Copilotos             | DAK  | ABU | PRT  | DES  | MOR  | Puntos |
| ---- | ------------------- | ---- | --- | ---- | ---- | ---- | ------ | ---- | --------------------- | ---- | --- | ---- | ---- | ---- | ------ |
| 1    | Rokas Baciuška      | 368  | 246 | 146  | 149  | Ret. | 209    | 1    | Valentina Pertegarini | 950  | 730 | 342  | 244  | 422  | 187    |
| 2    | Nicolás Cavigliasso | 950  | 730 | 342  | 244  | 422  | 187    | 2    | Oriol Vidal           | 368  | 246 | 146  | -    | -    | 160    |
| 3    | Marcelo Gastaldi    | 752  | 525 | 1820 | 433  | 2313 | 143    | 3    | Cadu Sachs            | 752  | 525 | 1820 | 433  | 2313 | 143    |
| 4    | Austin Jones        | 548  | 152 | 626  | -    | -    | 126    | 4    | Stéphane Duplé        | 2722 | 429 | 13   | 334  | 326  | 124    |
| 5    | Dania Akeel         | 2722 | 429 | 13   | 334  | 326  | 124    | 5    | Kellon Walch          | 285  | -   | -    | -    | 527  | 112    |
| 6    | Mitch Guthrie       | 285  | -   | -    | -    | 527  | 112    | 6    | Oriol Mena            | Ret. | 152 | 626  | -    | -    | 78     |
| 7    | Ricardo Porém       | 832  | -   | 432  | -    | Ret. | 64     | 7    | Sébastien Delaunay    | -    | -   | -    | 149  | -    | 49     |
| 8    | Eryk Goczał         | DSQ  | -   | -    | -    | 148  | 48     | 8    | Alex Haro             | DSQ  | -   | -    | -    | 148  | 48     |
| 9    | Mário Franco        | 2520 | -   | 727  | -    | Ret. | 47     | 9    | Gustavo Gugelmin      | 548  | -   | -    | -    | -    | 48     |
| 10   | David Zille         | 2819 | -   | -    | 1021 | -    | 40     | 10   | Sebastian Cesana      | 2819 | -   | -    | 1021 | -    | 40     |

#### SSVs campeonato de pilotos y copilotos
| Pos. | Pilotos                 | DAK  | ABU  | PRT   | DES  | MOR   | Puntos | Pos. | Pilotos         | DAK  | ABU | PRT   | DES  | MOR  | Puntos |
| ---- | ----------------------- | ---- | ---- | ----- | ---- | ----- | ------ | ---- | --------------- | ---- | --- | ----- | ---- | ---- | ------ |
| 1    | Yasir Seaidan           | 391  | 255  | Ret.9 | Ret. | 153   | 208    | 1    | Fernando Acosta | 442  | 245 | 431   | 243  | 245  | 206    |
| 2    | Sebastian Guayasamin    | 642  | 345  | 1231  | 243  | 345   | 206    | 2    | Fausto Mota     | 552  | 617 | 154   | 149  | Ret. | 172    |
| 3    | Rebecca Busi            | 2211 | 434  | 539   | 336  | 435   | 155    | 3    | Sergio Lafuente | 2211 | 434 | 539   | 336  | 435  | 155    |
| 4    | Ricardo Ramilo Suarez   | 1121 | 1113 | 254   | 149  | Ret.4 | 141    | 4    | Michaël Metge   | Ret. | 155 | Ret.9 | Ret. | 153  | 117    |
| 5    | Claude Fournier         | Ret. | 719  | 927   | 423  | 1423  | 92     | 5    | Serge Gounon    | Ret. | 719 | 927   | 423  | 1423 | 92     |
| 6    | Enrico Gaspari          | 1231 | 1211 | -     | 530  | Ret.3 | 75     | 6    | Adrien Metge    | 391  | -   | -     | -    | -    | 91     |
| 7    | Sara Price              | 474  | WD   | -     | -    | -     | 74     | 7    | Jeremy Gray     | 474  | WD  | -     | -    | -    | 74     |
| 8    | João Ferreira           | 573  | DSQ  | -     | -    | -     | 73     | 8    | Filipe Palmeiro | 573  | DSQ | -     | -    | -    | 73     |
| 9    | Cristiano Bautista      | 752  | -    | -     | -    | -     | 52     | 9    | Facundo Jaton   | 1231 | -   | -     | -    | -    | 31     |
| 10   | Michele Antonio Cinotto | -    | 522  | -     | -    | -     | 22     | 10   | Renato Rickler  | -    | -   | -     | 530  | -    | 30     |

### Motos

#### Clasificación general del campeonato del mundo de RallyGP
| Pos. | Piloto               | DAK  | ABU  | SON  | DES | MOR  | Puntos |
| ---- | -------------------- | ---- | ---- | ---- | --- | ---- | ------ |
| 1    | Ross Branch          | 2.º  | 2.º  | 5.º  | 5.º | 3.º  | 88     |
| 2    | Adrien van Beveren   | 3.º  | Ret. | 3.º  | 3.º | 2.º  | 76     |
| 3    | Tosha Schareina      | Ret. | -    | 1.º  | 2.º | 1.º  | 70     |
| 4    | Ricky Brabec         | 1.º  | Ret. | Ret. | 1.º | Ret. | 63     |
| 5    | José Ignacio Cornejo | 4.º  | Ret. | Ret. | 8.º | 4.º  | 41     |
| 6    | Pablo Quintanilla    | 5.º  | Ret. | 6.º  | 6.º | Ret. | 37     |
| 7    | Sebastian Bühler     | Ret. | Ret. | 2.º  | 7.º | Ret. | 29     |
| 8    | Skyler Howes         | Ret. | Ret. | 4.º  | 4.º | Ret. | 26     |
| 9    | Aaron Maré           | Ret. | 1.º  | -    | Ret | Ret. | 25     |

#### Podio de Rally2 Motos
| 1.º         | 1.º | 2.º              | 2.º   | 3.º              | 3.º | Fuente |
| ----------- | --- | ---------------- | ----- | ---------------- | --- | ------ |
| Bradley Cox | KTM | Romain Dumontier | Honda | Konrad Dabrowski | KTM | [ 3 ]  |

#### Podio de Rally3 Motos
| 1.º         | 1.º | 2.º          | 2.º     | 3.º                | 3.º   | Fuente |
| ----------- | --- | ------------ | ------- | ------------------ | ----- | ------ |
| John Medina | KTM | Eduardo Alan | Gas Gas | Souleymane Addahri | Honda | [ 3 ]  |

### Quads

#### Campeonatos de pilotos
| Pos. | Piloto             | DAK | ABU  | SON  | DES  | MOR  | Puntos |
| ---- | ------------------ | --- | ---- | ---- | ---- | ---- | ------ |
| 1    | Manuel Andújar     | 138 | Ret. | 413  | 125  | -    | 76     |
| 2    | Kamil Wiśniewski   | -   | -    | 125  | 220  | 220  | 65     |
| 3    | Antonas Kanopkinas | 517 | Ret. | 220  | Ret. | 125  | 62     |
| 4    | Hani Alnoumesi     | 714 | 220  | Ret. | 610  | 316  | 60     |
| 5    | Alexandre Giroud   | 230 | Ret. | -    | -    | -    | 30     |
| 6    | Abdulaziz Ahli     | -   | 125  | -    | -    | -    | 25     |
| 7    | Juraj Varga        | 324 | Ret. | -    | -    | Ret. | 24     |
| 8    | Laisvydas Kancius  | 420 | -    | -    | -    | -    | 20     |
| 9    | Gaetan Martinez    | -   | 316  | -    | -    | -    | 16     |
| 9    | Suany Martinez     | -   | -    | -    | 316  | -    | 16     |